# Laura Arteil
Laura Arteil (née le 9 octobre 1993 à Toulouse) est une athlète française, spécialiste de l'heptathlon.

## Biographie
Laura Arteil remporte la médaille d'or en heptathlon aux Jeux de la Francophonie 2013 à Nice.
Elle est sacrée championne de France d'heptathlon en 2017 à Marseille.

## Palmarès

### National
- Championnats de France d'athlétisme :
  - Vainqueur de l'heptathlon en 2017
- Championnats de France d'athlétisme en salle :
  - Vainqueur du pentathlon en 2017